# Brasles
Brasles é uma comuna francesa na região administrativa de Altos da França, no departamento de Aisne. Estende-se por uma área de 7,45 km². Em 2010 a comuna tinha 1 611 habitantes (densidade: 216,2 hab./km²).